# Franz Xaver von Saint-Julien

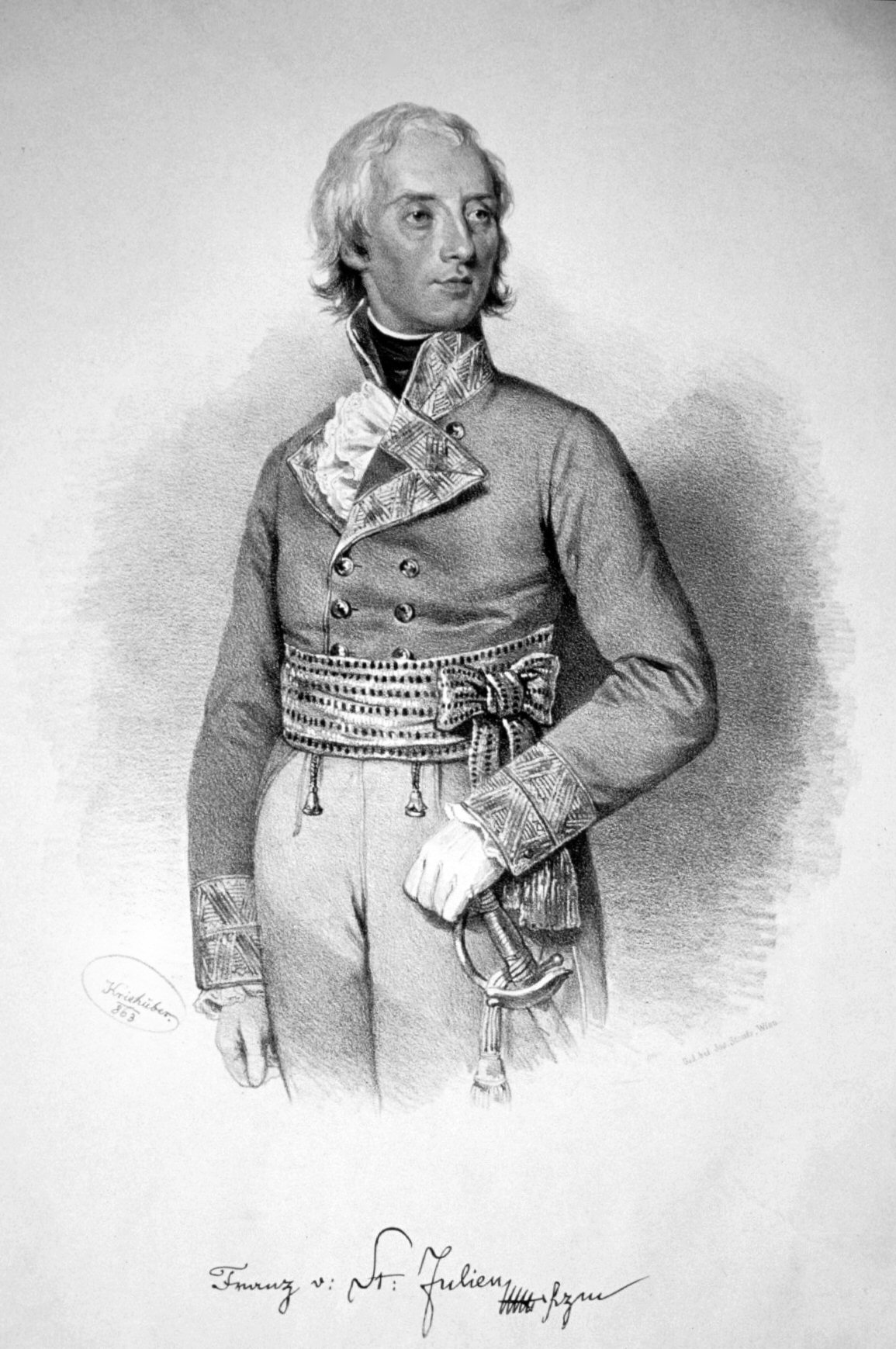
Franz Xaver Joseph Graf von Saint-Julien

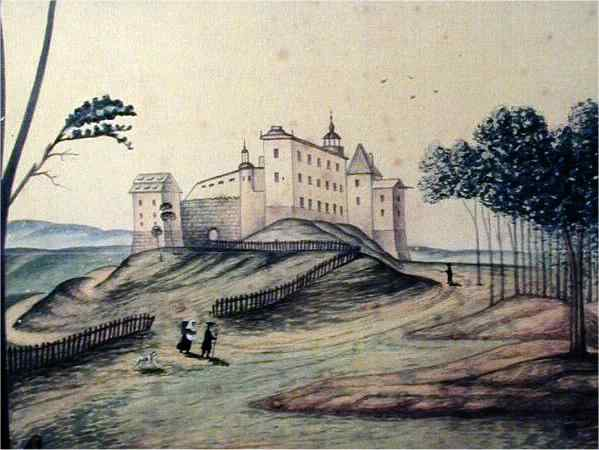
Schloss Neu-Swietlau

Franz Xaver Joseph Herr von Guyard, Graf von Saint-Julien und Walsée (* 2. Dezember 1756 auf Schloss Swietlau; † 16. Januar 1836 in Skalitschka) war ein österreichischer k. k. Kämmerer, Geheimer Rat, Oberst-Erbland-Falkenmeister in Österreich unter der Enns, Feldzeugmeister sowie Inhaber des seinen Namen tragenden Infanterieregiments Nr. 61.

## Herkunft und Familie
Das seit 1610 in Österreich ansässige Geschlecht der Grafen von St. Julien stammte aus dem südlichen Frankreich, der Provence. Ein Glied dieses Stammes, Henri Sire de Guyard Seigneur de St. Julien trat 1610 unter Kaiser Rudolf II. in kaiserlichen Kriegsdienst und wurde am 29. September 1638 von Kaiser Ferdinand III. in den Reichsgrafenstand mit  dem Beinamen „Wallsée“ erhoben.
Franz Xaver, der Sohn des Johann Joseph (* 13. Juli 1704; † 5. Januar 1794) und der Aloisia Franziska Gräfin von Thürheim (* 24. Januar 1732; † 1809) heiratete am 31. Oktober 1800 Contessa Giuseppa Francesca Luisa di Lodron-Laterano (* 8. August 1779; † 28. August 1836). Das Paar hatte drei Kinder: Johann Clemens Gundaccar (* 15. September 1801; † 3. Januar 1882 in Linz), k. k. Kämmerer und Geheimer Rat, Oberst-Erbland-Falkenmeister in Österreich unter der Enns, Ehrenritter des Malteserordens, Oberst, Obersthofmeister der Kaiserin Carolina Augusta, vermählt seit 25. Juli 1836 mit Maria Emanuela Gräfin von Khevenhüller-Metsch (* 18. September 1815; † 26. Januar 1882 in Linz),  Sternkreuz- und Palastdame zu Prag, Joseph (* 11. April 1806; †), k. k. Kämmerer und Oberst, Erbland-Falkenmeister in Österreich unter der Enns und Leopoldine (* 18. August 1807).

Dieser sogenannte ältere Zweig ist im Mannesstamm erloschen, während die jüngere Linie den Stamm fortführt. Dieser Familienzweig hat bis heute den Familiensitz auf Schloss Wolfsegg. 

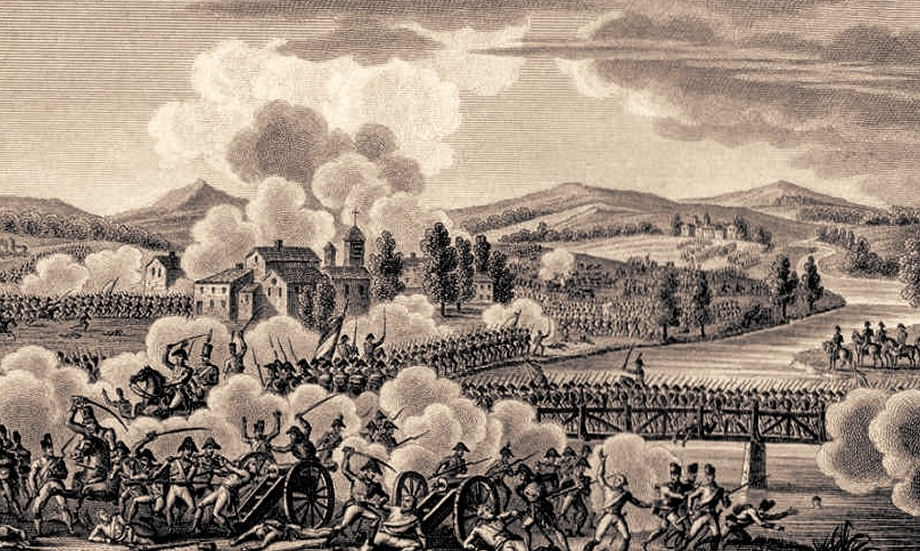
Schlacht bei Bassano

## Biographie

### Jahre der Entwicklung
Franz Xaver entschied sich früh für die militärische Laufbahn. Er war risikobereit, kämpfte stets an vorderster Front. So wurde er als Hauptmann im Russisch-Österreichischen Türkenkrieg am 12. Juli 1866 vor Belgrad zum ersten Mal verwundet.
Im Jahre 1793 folgte er seinem Vater im Amt des Oberst-Erbland-Falkenmeister in Österreich unter der Enns. Als dessen Erbe wurde er Herr von Swietlau und Besitzer des dortigen Schlosses sowie Schraditz und Wasilsko in Mähren, Er veräußerte diese Besitztümer jedoch schon am 30. März 1803 für 357 000 Gulden, in Einverständnis mit seinen Brüdern, an eine Gräfin Haugwitz. Außerdem gehörten ihm die Güter Alt- und Neuwartenburg und Wolfsegg in Oberösterreich.
Eine zweite nicht unerhebliche Verwundung, zog er sich, nun bereits zum Oberst und Regimentskommandanten avanciert, nachdem er sich während der Französischen Revolutionskriege in dem blutigen Schlacht bei Bassano ausgezeichnet hatte, am 12. November 1796 bei Caldiero zu.

### Marengo und die Friedenspräliminarien

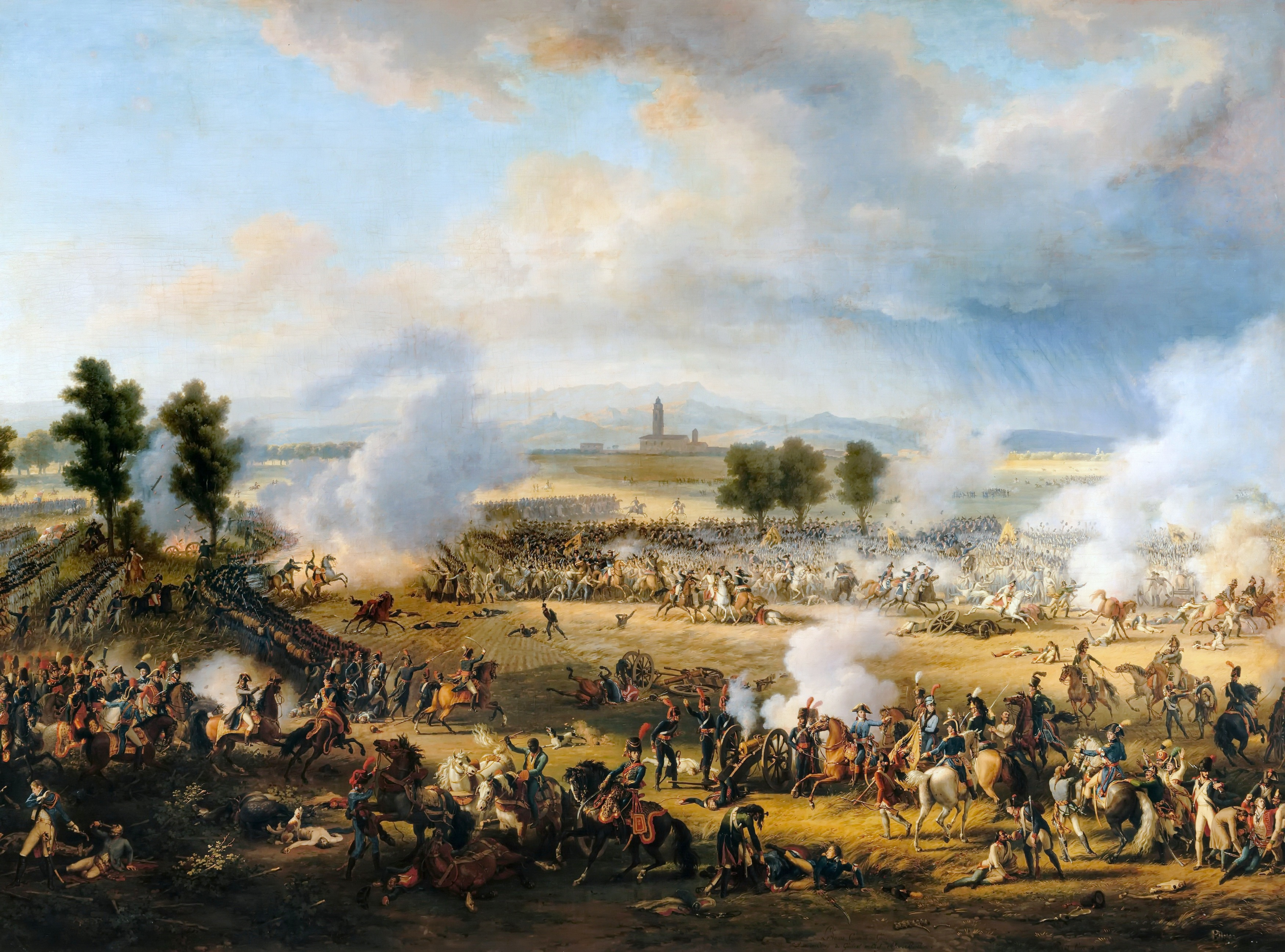
Schlacht bei Marengo

Nachdem er am 31. Mai 1797 (Rang vom 29. Juni 1797) Generalmajor geworden war, leistete er 1800 anerkennenswerte Dienste in Italien und wurde nach der Schlacht bei Marengo von Kaiser Joseph II. beauftragt, die Friedenspräliminarien in Paris zu unterhandeln, wo er am 8. August 1800 eintraf.
St. Julien hatte dabei lediglich den Auftrag, dem Ersten Konsul die Ratifikation der von Michael von Melas geschlossenen Konvention von Alessandria nach der verlorenen Schlacht bei Marengo zu überbringen und zu erforschen, inwieweit jener geneigt war, einen Frieden einzugehen, in welchen der König von Großbritannien und der König beider Sizilien eingeschlossen wären. Bonaparte bot einen Separatfrieden an und St. Julien ging, obschon zu demselben nicht bevollmächtigt, darauf ein. Dass er dazu nicht entfernt berechtigt war, geht aus dem zehnten Artikel der von dem General unterzeichneten Präliminarien hervor. Dort steht: „Da die Vollmachten in einem Schreiben des Kaisers an den ersten Konsul enthalten finden, so werden die mit den gewöhnlichen Förmlichkeiten versehenen Vollmachten zugleich mit den Ratifikationen der gegenwärtigen Friedenspräliminarien, welche die beiden Regierungen erst nach den Ratifikationen bindend ausgewechselt werden.“ Dazu bemerkte Charles Marquis de Montholon-Sémonville: „Vollmachten, die erst nicht nach dem Abschluss, nein sondern erst bei den Ratifikationen des Vertrages ausgewechselt werden sollen, sind in der Diplomatie, was im gewöhnlichen Leben ein Wagen ohne Räder. Vom Feinde erfährt man doch niemals die Vollmachten!“ Der Kaiser erklärte zwar St. Juliens Abschlüsse für nichtig, befand sich jedoch in einer noch schlechteren Verhandlungsposition.

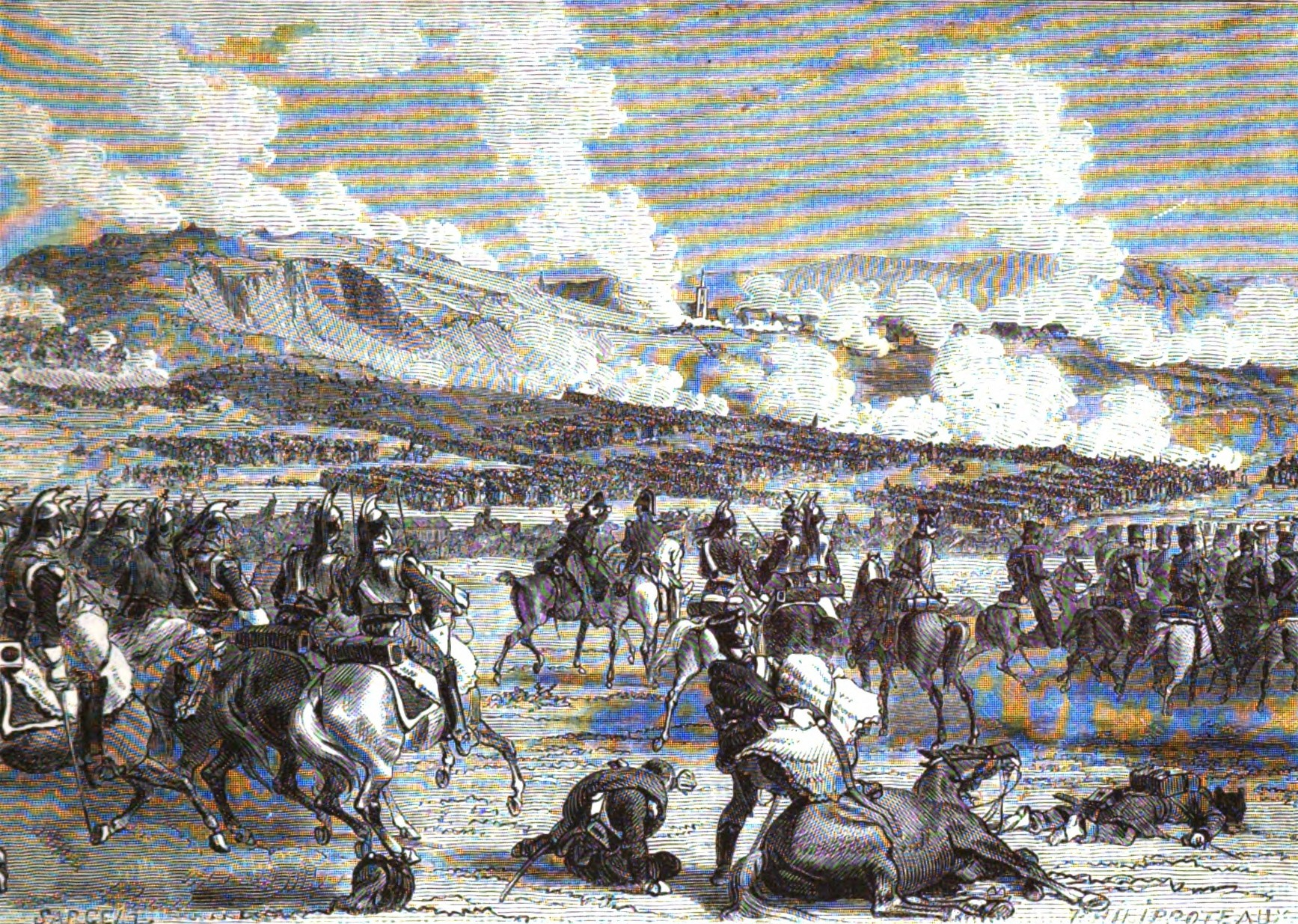
Schlacht von Teugen-Hausen

### Als Feldmarschall-Leutnant
Der Offizier wurde für diesen Schwabenstreich nach der Festung Klausenburg in Siebenbürgen verwiesen und avancierte nichtsdestotrotz bereits am 29. Oktober 1800 (Rang vom 24. November des Jahres) zum Feldmarschallleutnant.
Der Graf wurde im Jahr 1802 Inhaber des ungarischen Infanterieregiments Nr. 61 in Temeswar und laut allgemeinem Armeebefehl vom 27. August 1805 zuständig für die (Errichtungs)garnison Szegedin mit Arad und Sombor.

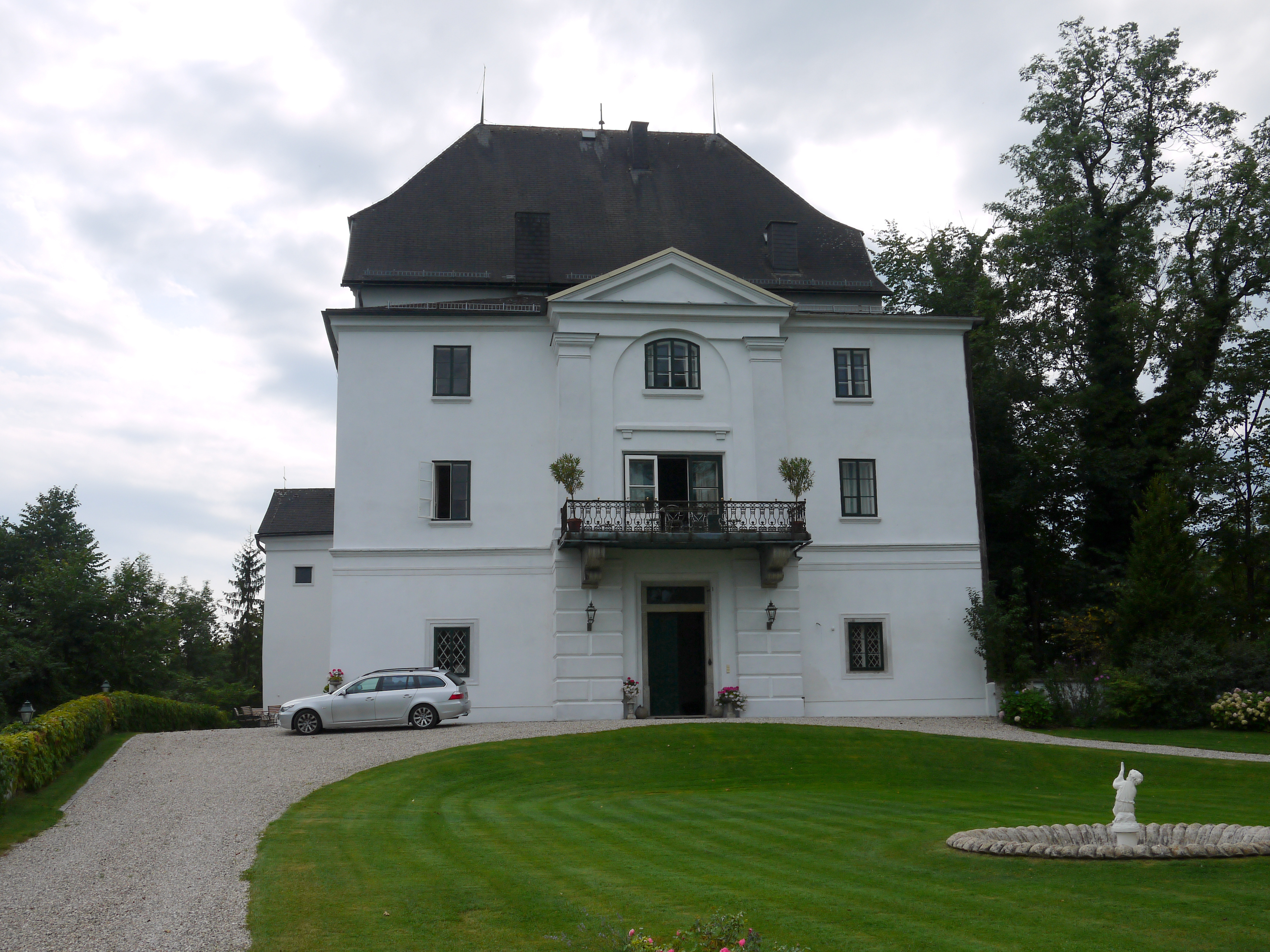
Schloss Wolfsegg

Er kommandierte im Jahr 1809 während des Fünften Koalitionskrieges mit Auszeichnung ein Armeekorps in Tirol unter dem Befehl des Erzherzogs Johann und wurde in der Schlacht bei Teugn-Hausen als Divisionschef zum dritten Mal verwundet. Ab 1810 befehligte er als Divisionschef der Landwehr von  Mährisch-Schlesien in Olmütz.

### Epilog
Saint-Julien trat mit Titel und Charakter eines Feldzeugmeisters am 19. Dezember 1812 in den Ruhestand. Im Jahr 1835 kaufte er schließlich auch Schloss Wolfsegg, das heute noch im Familienbesitz ist.
Zum Abschluss noch eine Sage über Schloss Wolfsegg: Zum Bau des Schlosses Wolfsegg trugen drei Riesen den Baustoff zusammen. Sie waren so groß, dass sie die Burg, als sie fertig war, überragten. Im Schloss soll sich noch an einer eisernen Kette eine Rippe eines der drei Riesen befinden.

## Wappen

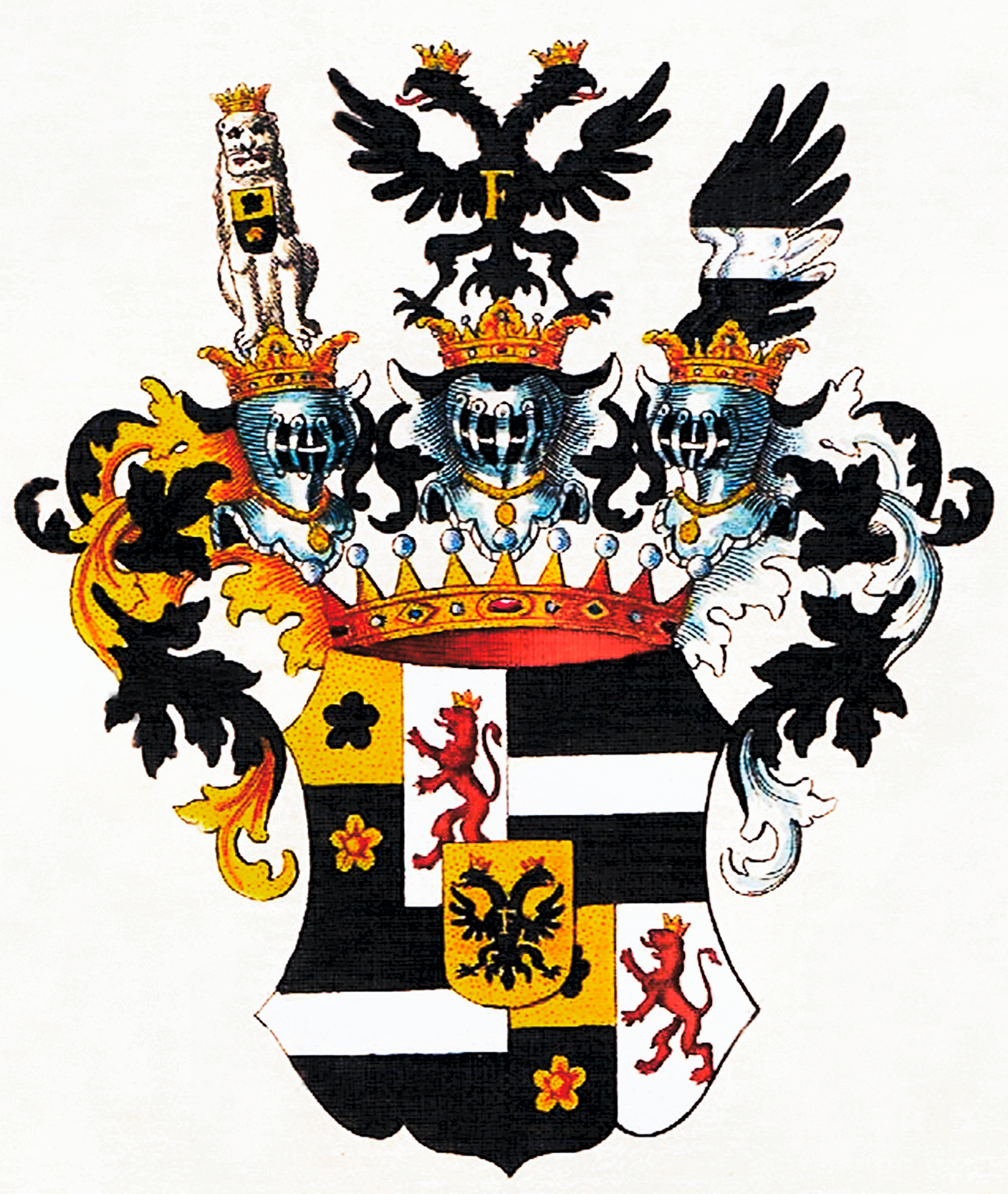
Wappen der Grafen von St. Julien, 1638

Stammwappen: Das alte Wappen der Guyard, Freiherrn von Saint Julien ist ein in der Mitte quer geteilter oben goldener, unten schwarzer Schild, wo in der goldenen Hälfte mitten eine schwarze Rose, unten im schwarzen Grunde aber eine goldene Rose ohne Stängel geheftet ist. Oben auf dem offenen Helm ist ein geschlossener Flug, der oben gelb, unten schwarz, wie der Schild, und mit den zwei Rosen von entgegengesetzter Farbe belegt ist.
1638: Das vermehrte gräfliche Wappen hat vier Felder, und einen Herzschild. Das erste und vierte Feld, ist längs herab mitten gespalten, hat in der vorderen, ebenfalls quer geteilten Hälfte, oben ein goldenes, unten schwarzes Feld. Im goldenen ist mitten eine schwarze Rose, und im schwarzen eine goldene Rose geheftet. In der linken Hälfte sieht ein aufsteigender roter Löwe mit goldener Krone auf dem Kopfe im silbernen Feld. Das zweite und dritte ist ein schwarzes Feld mit einem silbernen Querbalken mitten belegt, das der abgestorbenen Dynasten von Wallsée Stammwappen gewesen ist. Im Mittelschild erscheint der doppelte schwarze Reichsadler mit der Krone im goldenen Felde. Oben ruhen auf dem ganzen Wappenschilde drei gekrönte offene Helme. Auf dem ersten zur Rechten sitzt der gekrönte rote Löwe en fronte, das alte Saint-Julienische Stammwappenschildlein, so halb Gold, halb schwarz, wie oben beschrieben, vor sich haltend Auf dem mittleren Helm steht der gekrönte doppelte schwarze Adler. Auf dem dritten zur Linken ein geschlossener schwarzer Flug mit dem silbernen Querbalken mitten belegt. Die Helmdecken sind rechts Gold und Schwarz, links Silber und Schwarz.